# Type 291 SNCV
 (janvier 2022).
L'automotrice type 291-296 est un modèle d'automotrice thermique et voiture pour tramway de la Société nationale des chemins de fer vicinaux (SNCV).

## Histoire
En 1946 et 1947, les ateliers SNCV d'Hasselt construisent une série de six automotrices thermiques à bogies qui vont servir sur les lignes du Brabant et du Limbourg jusqu'à la fin des années 1950. Une série de remorques homogènes est également construite.

## Caractéristiques

### Conception générale
Les automotrices reposent sur deux bogies pour 15,45 mètres de long, elles sont équipées d'un moteur diesel Deutz ou General Motors (à parité de trois automotrices pour chaque) à transmission mécanique par boite de vitesse mais n'entrainant qu'un essieu par bogie. Elles comportent cinquante-cinq places assises et quarante-cinq debout.

### Livrées
- crème (d'origine) ;
- rouge autobus.

## Matériel préservé

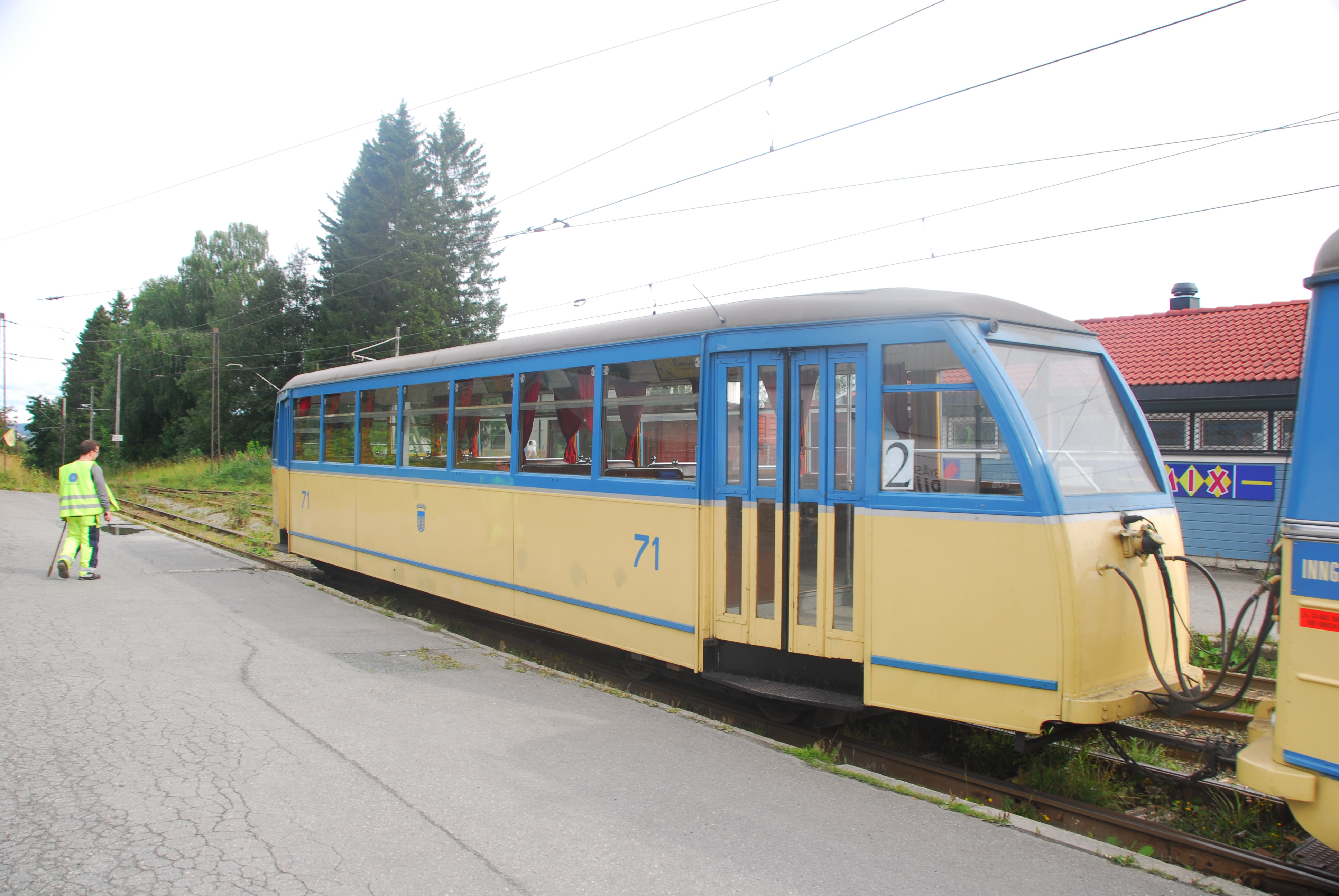
Ancienne remorque SNCV à Trondheim en 2009.

Une remorque a été revendue au tramway de Trondheim en Norvège qui a été préservée par ce dernier.